# Пшемкув
Пше́мкув (пол. Przemków, нім. Primkenau) — місто в південно-західній Польщі.
Належить до Польковицького повіту Нижньосілезького воєводства.

## Демографія
Демографічна структура станом на 31 березня 2011 року:
|          | Загалом | Допрацездатний вік | Працездатний вік | Постпрацездатний вік |
| -------- | ------- | ------------------ | ---------------- | -------------------- |
| Чоловіки | 3203    | 628                | 2324             | 251                  |
| Жінки    | 3346    | 637                | 2054             | 655                  |
| Разом    | 6549    | 1265               | 4378             | 906                  |